# ديدييه فرانسوا
ديدييه فرانسوا (بالفرنسية: Didier François)‏ هو صحفي فرنسي، ولد في 26 فبراير 1960.